# یوناتان روملمان
یوناتان روملمان (آلمانی: Jonathan Rommelmann؛ زادهٔ ۱۸ دسامبر ۱۹۹۴) قایقران روئینگ اهل آلمان است.
وی در مسابقات کشوری و بین‌المللی در مجموع برندهٔ ۱ مدال نقره، ۱ مدال برنز شده‌است.